# 齐兴郡 (489年)
齐兴郡，中国南北朝时设置的郡。
南朝齐永明七年（489年）置齐兴郡，治所在郧乡县（今湖北郧县）。属梁州，辖境相当今湖北省郧县、十堰市一带。南梁属兴州。西魏属丰州。隋文帝开皇三年（583年）废齐兴郡，丰州改为均州，郧乡县直属均州。 